# Habrůvka
Habrůvka är en ort i Tjeckien.   Den ligger i regionen Södra Mähren, i den östra delen av landet, 190 km sydost om huvudstaden Prag. Habrůvka ligger 482 meter över havet och antalet invånare är 344.
Terrängen runt Habrůvka är platt åt nordost, men åt sydväst är den kuperad. Runt Habrůvka är det ganska tätbefolkat, med 111 invånare per kvadratkilometer. Närmaste större samhälle är Brno, 14,6 km sydväst om Habrůvka. I omgivningarna runt Habrůvka växer i huvudsak blandskog.